# Reserva provincial Cayastá
La Reserva provincial Cayastá es un área protegida que abarca una superficie de 300 ha. situada en el departamento Garay, en la provincia de Santa Fe, Argentina, en torno aproximadamente a la posición 31°12′S 59°40′O / -31.200, -59.667.

## Características generales
El área protegida fue creada mediante el decreto provincial n.º 3050 del año 1970 e incluida en el Sistema Provincial de Áreas Naturales Protegidas mediante la ley n.º 12175 del año 2003, con la categoría de Parque Provincial.
El objetivo de creación fue proteger el ambiente natural de bosques ribereños, pastizales, pajonales y vegetación acuática del valle de inundación del Paraná.
Las 300 ha. de su superficie abarcan el área ubicada entre el arroyo Paso del Tigre y el río San Javier, a la que se agrega un área contigua a la ruta provincial n.º 1.

## Ambiente
El ambiente del área protegida Cayastá está directamente relacionado con la dinámica del río Paraná, sus afluentes y arroyos asociados. El curso de las aguas erosiona ciertas márgenes, aportando sedimentos a otras. Las crecidas y bajantes determinan la disminución o incremento de las superficies expuestas. La altura máxima de las crecidas define la frontera de las especies vegetales que no pueden sobrevivir en medios acuáticos. A su vez, las especies vegetales acuáticas sumergidas o flotantes tienden a frenar la acción de las aguas, creando pequeños endicamientos mediante la acumulación de sedimentos. Estas acumulaciones, en ciertas condiciones, formarán superficies no sumergidas y en algunos casos, pequeños islotes.

## Flora
Las zonas altas, normalmente por fuera de la cota máxima de las crecidas, presentan vegetación de bosque ribereño, con ejemplares de ubajay (Hexachlamys edulis), timbó colorado Enterolobium contortisiliquum), sauce (Salix humboldtiana), aliso (Tessaria integrifolia), ceibo (Erythrina crista-galli), laurel amarillo (Nectandra falcifolia) y timbó blanco Albizia inundata, entre otros. Estas especies ceden el espacio en las zonas deprimidas a la llamada "paja de techar" (Sorghastrum pellitum), varillares y pajonales.

## Fauna

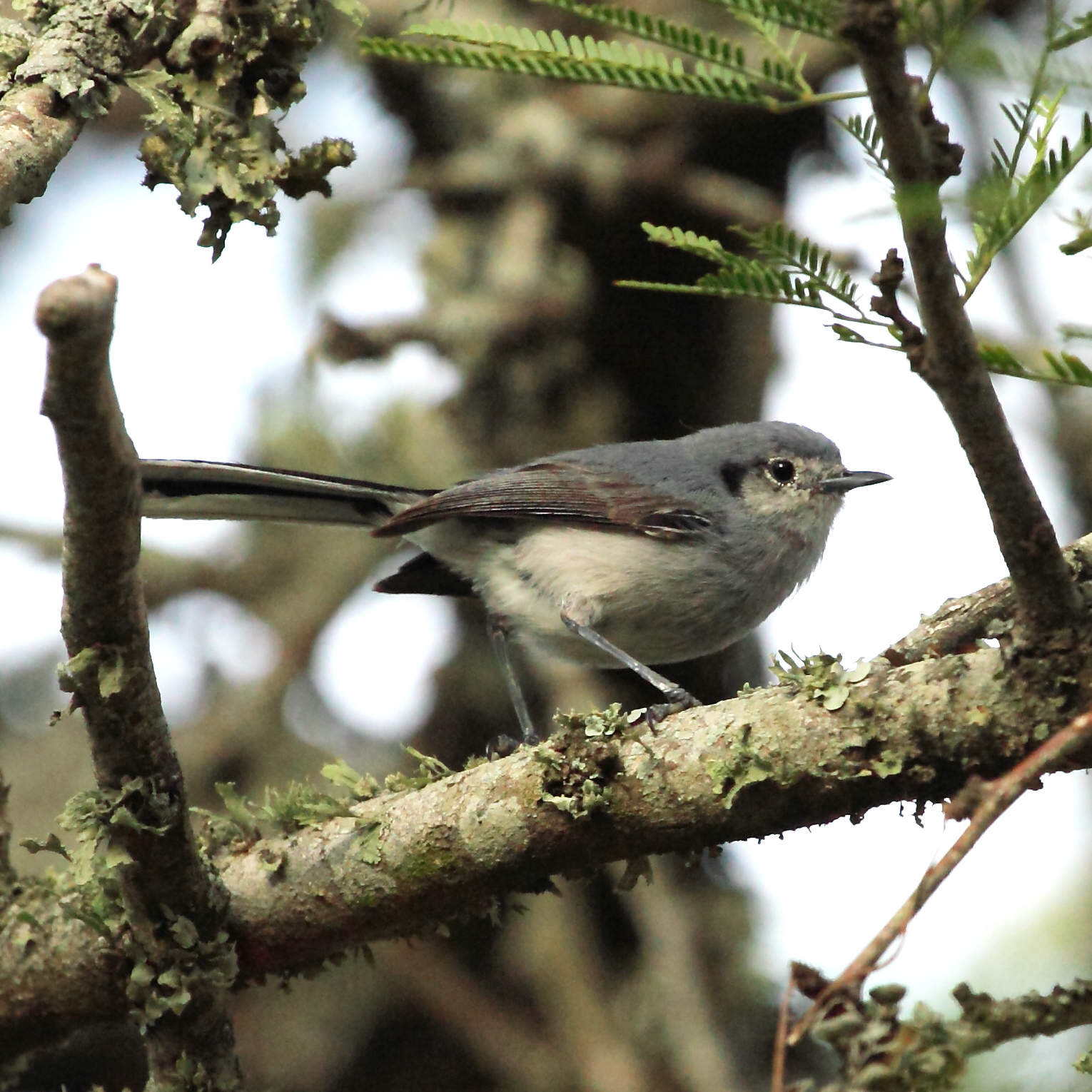
Tacuarita azul (Polioptila dumicola).

La fauna característica incluye coipos (Myocastor coypus), carpinchos (Hydrochoerus hydrochaeris), lobitos de río (Lontra longicaudis), aguarás popé u ositos lavadores (Procyon cancrivorus) y tuco-tucos santafesinos (Ctenomys yolandae).
En la zona se han encontrado ejemplares de iguana o lagarto overo (Tupinambis teguixin), tortuga de río o acuática (Hidromedusa tectifera), tortuga de arroyo (Phrynops hilarii). Entre los ofidios, existen registros de ñacaniná (Hydrodynastes gigas), curiyú (Eunectes notaeus), falsa coral (Oxyrhopus rhombifer) y las peligrosas yararás grande (Bothrops alternatus) y chica (Bothrops neuwiedi diporus).
El área protegida presenta una gran riqueza ornitológica, fundamentalmente en especies propias de ambiente acuático. La zona es hábitat de especies como la garza blanca
(Ardea alba), el chiflón (Syrigma sibilatrix), el sirirí colorado (Dendrocygna bicolor), el taguató común (Rupornis magnirostris), el halcón plomizo (Falco femoralis), el picaflor bronceado (Hylocharis chrysura), varios carpinteros, entre ellos el "real" (Colaptes melanochloros), el doradito copetón (Pseudocolopteryx sclateri), el espinero grande (Phacellodomus ruber), la tacuarita azul (Polioptila dumicola), la cardenilla (Paroaria capitata) y el pepitero gris (Saltator coerulescens), entre muchas otras.

Según algunos informes, en la zona se han registrado más de un centenar de especies de aves, algunas de ellas amenazadas o vulnerables.

## Ruinas de Santa Fe La Vieja
En cercanías de esta reserva se encuentra el parque arqueológico "Santa Fe La Vieja", declarado monumento histórico nacional, que conserva los restos de lo que fuera la primera fundación de la ciudad de Santa Fe.